# Machanahalli, Tumkur
Machanahalli là một làng thuộc tehsil Tumkur, huyện Tumkur, bang Karnataka, Ấn Độ.